# Dél-Dakotában történt légi közlekedési balesetek listája
A Dél-Dakotában történt légi közlekedési balesetek listája mind a halálos áldozattal járó, mind pedig a kisebb balesetek, meghibásodások miatt történt, gyakran csak az adott légiforgalmi járművet érintő baleseteket is tartalmazza évenkénti bontásban.

## Dél-Dakotában történt légi közlekedési balesetek

### 1983
- 1983. december 20., Sioux Falls. Az Ozark Air Lines légiközlekedési vállalat 650-es járata, egy McDonnell Douglas DC–9-31 típusú, N994Z lajstromjelű utasszállító repülőgép leszállás közben a kifutópályát takarító hókotrónak ütközött. A hókotróban ülő munkás életét vesztette. A balesetben további 2 fő megsérült, a gépen utazó 86 fő túlélte az esetet.[1]

### 1999
- 1999. október 25., Edmunds megye. A Sun Jet Aviation légiközlekedési vállalat N47BA lajstromjelű, egy Learjet 35 típusú utasszállító repülőgépe a fedélzeten bekövetkezett nyomásváltozás miatt és az üzemanyag elfogyása miatt lezuhant. A fedélzeten tartózkodó 4 utas és 2 fős személyzet mindegyike életét vesztette.[2][3]

### 2019
- 2019. november 30. 12:30 után, Chamberlain repülőterétől 48 km-re, nyugatra.[4] Lezuhant a Conrad & Bischoff Inc. légiforgalmi vállalat Pilatus PC-12/47E típusú utasszállító kisrepülőgépe, lajstromjele N56KJ, vélhetően a rossz időjárási körülmények miatt. A gépen 12 Idaho államban élő személy volt, kilencen közülük életüket vesztették, három fő megsérült. Az áldozatok között van két gyerek is.[5] A repülőgép Idaho Falls városába tartott.[6]